# Kamo Sógo
Kamo Sógo (Hamamacu, 1915. december 12. – Tokió, 1977. szeptember 14.) japán válogatott labdarúgó.
A japán válogatott tagjaként részt vett az 1936. évi nyári olimpiai játékokon.

## Statisztika
| Japán válogatott | Japán válogatott | Japán válogatott |
| Időszak          | Mérk.            | gól              |
| ---------------- | ---------------- | ---------------- |
| 1936             | 2                | 0                |
| Összesen         | 2                | 0                |